# Universität der Künste Tirana

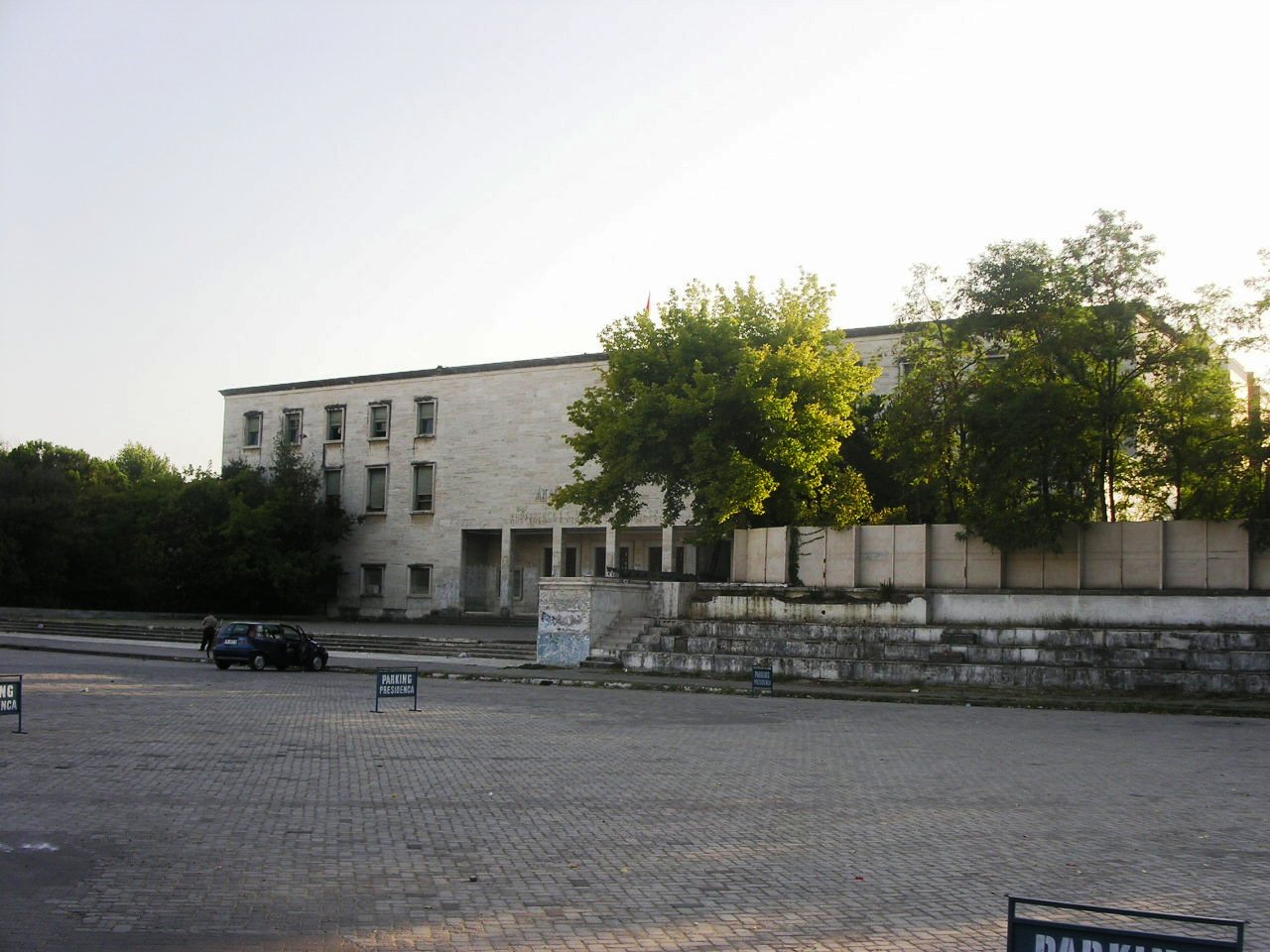
Hauptgebäude (2008)

Die Universität der Künste (albanisch Universiteti i Arteve) in Albaniens Hauptstadt Tirana ist eine öffentliche Hochschule für Kunst. Als wichtigste Kunsthochschule des Landes wurde sie von fast allen ausgebildeten albanischen Künstler besucht, insofern sie nicht im Ausland studiert haben. Bis April 2011 hieß sie Akademie der Künste (albanisch Akademia e Arteve).

## Organisation und Einrichtungen
Die Universität der Künste verfügt über die drei Fakultäten Musik, Bildende Künste und Theater. Sie hat zurzeit fast 1000 Studenten und nicht ganz 400 Dozenten.
Das Hochschulgelände verfügt über einen Theatersaal und diverse Vortragsräume.
Die angegliederte, 1966 gegründete Wissenschaftliche Bibliothek der Universität der Künste (Biblioteka Shkencore e Universitetit të Arteve) ist die größte und wichtigste Universitätsbibliothek der Künste in Albanien. Sie bietet hauptsächlich Fachliteratur aus der Kunstwissenschaft, aber auch allgemeine Literatur. Der aktuelle Bestand beträgt rund 35.000 Bücher (auch digitale Literatur), Schriftstücke, Kataloge, Zeitschriften, audiovisuelle Materialien etc., darunter viele Unikate.

## Geschichte
Die Hochschule wurde im Jahr 1966 als Höheres Institut für Künste (Institut i Lartë i Arteve) gegründet, als das Staatliche Konservatorium von Tirana (Konservatori Shtetëror i Tiranës), die Schule der bildenden Künste (Shkolla e Arteve të Bukura) und die Schauspielschule Aleksander Moisiu (Shkolla e Lartë e Aktorëve Aleksander Moisiu) zusammengelegt wurden. 
Durch eine Bildungsreform im Jahr 1990 wurde die Hochschule als Universität anerkannt und zuerst in Akademia e Arteve und im April 2011 als Universiteti i Arteve umbenannt.

## Direktoren / Rektoren
Von der Gründung bis zur Reorganisation im Jahr 1990 wurde die Hochschule von Direktoren, seither von Rektoren geleitet.
| 1966–1969 | Vilson Kilica (* 1932) – Maler                                        |
| 1969–1973 | Tefik Çaushi – Schriftsteller                                         |
| 1973–1978 | Lili Zhamo                                                            |
| 1978–1981 | Ibrahim Madhi – Violinist                                             |
| 1981–1988 | Kristo Jorgji – Regisseur                                             |
| 1988–1991 | Jakup Mato (1934–2005) – Kunstkritiker                                |
| 1991–1992 | Fatmir Hysi – Musikwissenschaftler                                    |
| 1992–1995 | Bujar Kapexhiu (* 1944) – Regisseur und Filmschauspieler              |
| 1995–1997 | Gjergj Zheji (1926–2010) – Schriftsteller                             |
| 1997–2008 | Kastriot Çaushi (* 1954) – Schauspieler und Professor für Dramaturgie |
| 2008–2016 | Petrit Malaj (* 1961) – Schauspieler und Professor für Dramaturgie    |
| 2016–     | Kastriot Çaushi (* 1954) – Schauspieler und Professor für Dramaturgie |